# Capitals de França
Llista cronològica de les ciutats que han estat capital de França:
- Dispargum (abans del 431)
- Tournai (cap a 431-508)
- Soissons (486-508)
- París (508-768)
- Orleans, París, Reims i Soissons (511)
- Orleans, Metz, París i Soissons (511-558)
- probablement Soissons (558-561)
- Orleans, París, Reims i Soissons (561-613)
- París (613-629)
- diverses per la zona de París (629-639)
- Clichy i Metz (639-673)
- París (673-675)
- Diverses (675-cap al 795)
- Aquisgrà (cap a 795-843)
- París (900-1419)
- Troyes (1419-1425)
- París (1425-1588)
- Tours (1588-1594)
- París (1594-1682)
- Versalles (1682-1715)
- París (1715-1722)
- Versalles (1722-1789)
- París (1789-1871)
- Versalles (1871-1879)
- París (1879-1914)
- Bordeus (setembre del 1914)
- París (1914-1940)
- Tours (10 de juny del 1940)
- Bordeus (14 de juny al 1r de juliol del 1940)
- Vichy (1940-1944)
- París (des del 1944)